# Ken Smith (baloncestista)
Kenneth Wayne "Ken" Smith (Dallas, Texas, 12 de julio de 1943) es un exjugador de baloncesto estadounidense que disputó una temporada en la ABA. Con 2,01 metros de estatura, jugaba en la posición de alero.

## Trayectoria deportiva

### Universidad
Tras pasar dos años en el junior college de Lon Morris, jugó dos temporadas con los Golden Hurricane de la Universidad de Tulsa, en las que promedió 17,6 puntos y 9,6 rebotes por partido. En su última temporada fue incluido en el mejor quinteto de la Missouri Valley Conference, tras liderar la conferencia en anotación, con 20,9 puntos por partido.

### Profesional
Fue elegido en la sexagésimo quinta posición del Draft de la NBA de 1975 por Houston Rockets, y también por los San Antonio Spurs en la cuarta ronda del draft de la ABA, equipo con el que finalmente firmó contrato. Jugó una temporada, en la que sólo participó en 19 partidos, en los que promedió 4,3 puntos y 1,3 rebotes, siendo despedido en el mes de diciembre.

## Estadísticas de su carrera en la ABA

### Temporada regular
| Temporada | Edad | Equipo            | Liga | Pos. | P  | TIT | MIN | TC  | TCA | %TC  | 3P  | 3PA | %3P  | 2P  | 2PA | %2P  | TL  | TLA | %TL  | R.OF. | R.DEF. | REB | ASIS | ROB | TAP | PER | FP  | PTS |
| 1975-76   | 22   | San Antonio Spurs | ABA  | SF   | 19 |     | 8.6 | 1.8 | 4.4 | .410 | 0.1 | 0.3 | .200 | 1.7 | 4.1 | .423 | 0.7 | 0.8 | .813 | 0.5   | 0.8    | 1.3 | 0.4  | 0.2 | 0.0 | 0.4 | 1.2 | 4.3 |
| Total     |      |                   | ABA  |      | 19 |     | 8.6 | 1.8 | 4.4 | .410 | 0.1 | 0.3 | .200 | 1.7 | 4.1 | .423 | 0.7 | 0.8 | .813 | 0.5   | 0.8    | 1.3 | 0.4  | 0.2 | 0.0 | 0.4 | 1.2 | 4.3 |